# Festuca argentinensis
Festuca argentinensis là một loài thực vật có hoa trong họ Hòa thảo. Loài này được (St.-Yves) Türpe mô tả khoa học đầu tiên năm 1969.